# Lăpuș
Lăpuș – rzeka w północno-zachodniej Rumunii, prawy dopływ Samoszu w zlewisku Morza Czarnego. Długość – 119 km, powierzchnia zlewni – 1875 km².
Źródła Lăpușu leżą w środkowej części Gór Cybleskich. Rzeka płynie na południe, potem skręca na zachód, opływając od południa kotliną Lăpuș wzgórza Preluca. Wypływa w kotlinę Baia Mare i skręca na północ, po czym przed barierą Gór Gutyńskich skręca na zachód i uchodzi do Samoszu koło wsi Ardusat.